# Очоа, Франсиско Хавьер
Франсиско Хавьер Очоа (исп. Francisco Javier Ochoa de Echagüen; род. 4 сентября 1954) — испанский шахматист, международный мастер (1981).
В составе сборной Испании участник 5-и Олимпиад (1976, 1982—1988). На 26-й Олимпиаде в Салониках показал лучший результат на своей доске.
В настоящее время он является президентом Испанской шахматной федерации, должность, которую он занимает с ноября 1997 года, и Иберо-американской шахматной федерации.

## Изменения рейтинга
| Графики недоступны из-за технических проблем. См. информацию на Фабрикаторе и на mediawiki.org. |